# Calicina diminua
Calicina diminua is een hooiwagen uit de familie Phalangodidae. De wetenschappelijke naam van Calicina diminua gaat terug op Ubick & Briggs.